# Linda Martell
Linda Martell, född Thelma Bynem 4 juni 1941 i Leesville, är en amerikansk countrysångerska. I augusti 1969 blev hon den första afroamerikanska kvinnan att uppträda på Grand Ole Opry.
Martell uppmärksammades i Sverige den 22 januari 2014 med programmet Jills veranda på SVT1 efter att Jill Johnson och Titiyo åker till USA och får en intervju med henne.

## Diskografi
Studioalbum
- 1970 – Color Me Country

Singlar
- 1962 – "A Little Tear (Was Falling From My Eyes)" / "The Things I Do For You" (som "Linda Martell and The Anglos")
- 1969 – "Before the Next Teardrop Falls" / "Tender Leaves of Gold"
- 1970 – "Color Him Father" / "I Almost Called Your Nane"
- 1970 – "Old Letter Song" / "Bad Case of the Blues"